# پپر دی کولپیپر
پپر دی کولپیپر (انگلیسی: Pepper D. Culpepper؛ زادهٔ ۱ اکتبر ۱۹۶۸) کارشناس سیاسی اهل ایالات متحده آمریکا و از دانش‌آموختگان دانشگاه آکسفورد است.